# Armazón (carruaje)

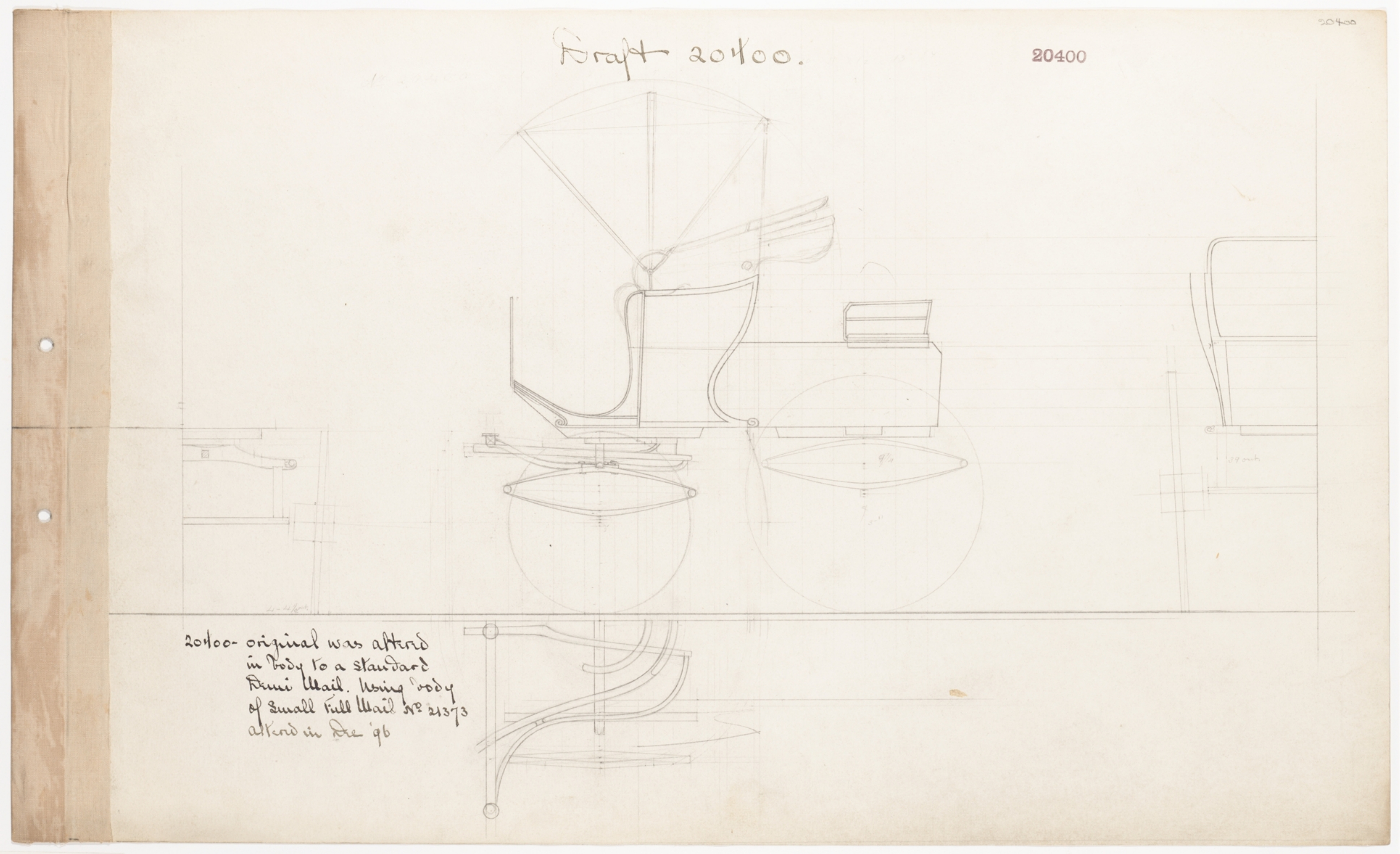

La armazón de un carruaje es el conjunto de maderas y hierros que constituyen su base.
Suele estar formada por un rectángulo de piezas ensambladas a caja y espiga, unidas por otras transversales y con aspas que le den la rigidez precisa para que no cedan en ningún sentido al aguantar las fuerzas de presión y distensión que deben resistir.
Para su completa solidez se reforzaban con escuadras de hierro y tornillos las ensambladuras, aunque posteriormente se prefirió el hierro por la dificultad de encontrar maderas con las condiciones apropiadas de tamaño y sequedad. 